# Hakeem Dawodu
Hakeem Tyrone Dawodu (Calgary, Alberta, Canadá, 2 de julio de 1991) es un artista marcial mixto canadiense que compite en la división de peso pluma de Ultimate Fighting Championship.

## Primeros años
Dawodu nació en Calgary (Alberta) de madre nigeriana y padre jamaicano. Cuando tenía seis años, su padre fue deportado, lo que obligó a su madre a criarlo sola. Tuvo una infancia problemática; fue internado por primera vez en un centro de detención de menores a los 14 años. Dos años más tarde, su consejero le puso a entrenar Muay Thai como medio para controlar su ira.

## Carrera de artes marciales mixtas
Su formación es en Muay Thai, donde consiguió 42-5 (15 KOs) como amateur y 9-0 (7 KOs) como profesional.

### World Series of Fighting
Dawodu se enfrentó a Behrang Yousefi el 21 de febrero de 2014 en WSOF Canada 1. Ganó el combate por KO en el primer asalto.
Dawodu se enfrentó a Jake Macdonald el 7 de junio de 2014 en WSOF Canada 2. Ganó el combate por KO en el segundo asalto.
Dawodu enfrentó a Mike Malott el 11 de octubre de 2014 en WSOF 14. Ganó el combate por TKO en el primer asalto.
Dawodu enfrentó a Tristan Johnson el 11 de febrero de 2015 en WSOF 18. Ganó el combate por TKO en el tercer asalto.
Dawodu enfrentó a Chuka Willis el 5 de junio de 2015 en WSOF 21. Ganó el combate por TKO en el segundo asalto.
Dawodu enfrentó Marat Magomedov el 18 de diciembre de 2015 en WSOF 26. El combate terminó en un empate mayoritario.
Dawodu enfrentó a Marat Magomedov el 30 de julio de 2016 en WSOF 32. Ganó el combate por TKO en el segundo asalto.
Dawodu enfrentó a Steven Siler el 18 de marzo de 2017 en WSOF 35. Ganó el combate por decisión unánime.

### Ultimate Fighting Championship
El 11 de noviembre de 2017 se anunció que Dawodu firmó un acuerdo de cuatro combates con la UFC.
Debutó en la UFC contra Danny Henry el 17 de marzo de 2018 en UFC Fight Night: Werdum vs. Volkov. Perdió el combate por sumisión en el primer asalto.
Dawodu se enfrentó a Austin Arnett el 28 de julio de 2018 en UFC on Fox: Alvarez vs. Poirier 2. Ganó el combate por decisión unánime.
Dawodu se enfrentó a Kyle Bochniak el 8 de diciembre de 2018 en UFC 231. Ganó el combate por decisión dividida.
Dawodu se enfrentó a Yoshinori Horie el 27 de julio de 2019 en UFC 240 Ganó el combate por KO en el tercer asalto. Esta victoria le valió el premio a la Actuación de la Noche.
Dawodu se enfrentó a Julio Arce el 2 de noviembre de 2019 en UFC 244. Ganó el combate por decisión dividida.
Dawodu se enfrentó a Zubaira Tukhugov el 27 de septiembre de 2020 en UFC 253. Tukhugov no cumplió con el peso, y posteriormente fue multado con un porcentaje de su bolsa, que fue a parar a Dawodu. Ganó el combate por decisión dividida.
Se esperaba que se enfrentara a Shane Burgos el 24 de enero de 2021 en UFC 257. Sin embargo, se vio obligado a retirarse del combate, alegando una lesión en el hombro.
Dawodu se enfrentó a Movsar Evloev el 12 de junio de 2021 en UFC 263. Perdió el combate por decisión unánime.
Dawodu enfrentó a Michael Trizano el 5 de febrero de 2022 en UFC Fight Night: Hermansson vs. Strickland. Ganó el combate por decisión unánime.
Dawodu se enfrentó a Julian Erosa el 10 de septiembre de 2022 en UFC 279. En el pesaje, pesó 149.5 libras, 3.5 libras por encima del límite de peso pluma no titular. Se le impuso una multa del 30% de su bolsa, que fue a parar a su oponente Erosa. Perdió el combate por decisión unánime.

## Campeonatos y logros
Artes marciales mixtas
- Ultimate Fighting Championship
  - Actuación de la Noche (una vez) vs. Yoshinori Horie[24]

Muay Thai & Kickboxing
Profesional
- World Muaythai Council
  - Campeonato Intercontinental de Peso Wélter (2014)[39]

Amateur
- International Federation of Muaythai Amateur
  - Torneo de clase A de la Copa del Mundo IFMA 2012  (-63.5 kg)
  - Copa de Europa IFMA Clase A 2011  (-63.5 kg)
  - Campeonato del Mundo IFMA Clase B 2010  (-63.5 kg)[40]
- Pan American Muaythai Union
  - Campeonato de Peso Superligero (2012)
- International Kickboxing Federation
  - Campeonato Mundial de Peso Wélter Ligero según las reglas del Muay Thai (2011)[41]
  - Campeonato de Peso Wélter del Clásico Mundial de Muay Thai 2010[42]

## Récord en artes marciales mixtas
| Resultado | Récord | Oponente         | Método                                                    | Evento                                     | Fecha                    | Ronda | Tiempo | Localización        | Notas                                                               |
| --------- | ------ | ---------------- | --------------------------------------------------------- | ------------------------------------------ | ------------------------ | ----- | ------ | ------------------- | ------------------------------------------------------------------- |
| Derrota   | 13-3-1 | Julian Erosa     | Decisión (unánime)                                        | UFC 279                                    | 10 de septiembre de 2022 | 3     | 5:00   | Las Vegas, Nevada   | Combate de peso acordado (149.5 libras); Dawodu no alcanzó el peso. |
| Victoria  | 13-2-1 | Michael Trizano  | Decisión (unánime)                                        | UFC Fight Night: Hermansson vs. Strickland | 5 de febrero de 2022     | 3     | 5:00   | Las Vegas, Nevada   |                                                                     |
| Derrota   | 12-2-1 | Movsar Evloev    | Decisión (unánime)                                        | UFC 263                                    | 12 de junio de 2021      | 3     | 5:00   | Glendale, Arizona   |                                                                     |
| Victoria  | 12-1-1 | Zubaira Tukhugov | Decisión (dividida)                                       | UFC 253                                    | 27 de septiembre de 2020 | 3     | 5:00   | Abu Dhabi           | Combate de peso acordado (150 libras); Tukhugov no alcanzó el peso. |
| Victoria  | 11-1-1 | Julio Arce       | Decisión (dividida)                                       | UFC 244                                    | 2 de noviembre de 2019   | 3     | 5:00   | Nueva York          |                                                                     |
| Victoria  | 10-1-1 | Yoshinori Horie  | TKO (patada en la cabeza)                                 | UFC 240                                    | 27 de julio de 2019      | 3     | 4:09   | Edmonton, Alberta   | Actuación de la Noche.                                              |
| Victoria  | 9-1-1  | Kyle Bochniak    | Decisión (dividida)                                       | UFC 231                                    | 8 de diciembre de 2018   | 3     | 5:00   | Toronto, Ontario    |                                                                     |
| Victoria  | 8-1-1  | Austin Arnett    | Decisión (unánime)                                        | UFC on Fox: Alvarez vs. Poirier 2          | 28 de julio de 2018      | 3     | 5:00   | Calgary, Alberta    | l                                                                   |
| Derrota   | 7-1-1  | Danny Henry      | Sumisión técnica (estrangulamiento por guillotina de pie) | UFC Fight Night: Werdum vs. Volkov         | 17 de marzo de 2018      | 1     | 0:39   | Londres             |                                                                     |
| Victoria  | 7-0-1  | Steven Siler     | Decisión (unánime)                                        | WSOF 35                                    | 18 de marzo de 2017      | 3     | 5:00   | Verona, Nueva York  |                                                                     |
| Victoria  | 6-0-1  | Marat Magomedov  | TKO (puñetazos)                                           | WSOF 32                                    | 30 de julio de 2016      | 2     | 2:03   | Everett, Washington |                                                                     |
| Empate    | 5-0-1  | Marat Magomedov  | Empate (mayoritario)                                      | WSOF 26                                    | 18 de diciembre de 2015  | 3     | 5:00   | Las Vegas, Nevada   |                                                                     |
| Victoria  | 5-0    | Chuka Willis     | TKO (rodillazos y codazos)                                | WSOF 21                                    | 5 de junio de 2015       | 2     | 2:55   | Edmonton, Alberta   |                                                                     |
| Victoria  | 4-0    | Tristan Johnson  | TKO (puñetazos)                                           | WSOF 18                                    | 12 de febrero de 2015    | 3     | 1:59   | Edmonton, Alberta   |                                                                     |
| Victoria  | 3-0    | Mike Malott      | TKO (puñetazos y codazos)                                 | WSOF 14                                    | 11 de octubre de 2014    | 1     | 4:13   | Edmonton, Alberta   |                                                                     |
| Victoria  | 2-0    | Jake Macdonald   | KO (puñetazos)                                            | WSOF Canada 2                              | 7 de junio de 2014       | 2     | 0:18   | Edmonton, Alberta   | Combate de peso acordado (150 libras).                              |
| Victoria  | 1-0    | Behrang Yousefi  | KO (puñetazo)                                             | WSOF Canada 1                              | 21 de febrero de 2014    | 1     | 1:07   | Edmonton, Alberta   |                                                                     |